# Wolfgang Sieber
Wolfgang Sieber   (Saalfeld, 3 de setembre de 1937) és un nedador alemany, ja retirat, especialista en papallona, que va competir durant les dècades de 1950 i 1960.
En el seu palmarès destaca una medalla de bronze en els 200 metres papallona al Campionat d'Europa de natació de 1962. A nivell nacional guanyà quatre campionats alemanys dels 200 papallona (1957, 1958, 1959 i 1961), tres dels 4x200 metres papallona (1958 a 1960) i dos dels 4x100 metres estils (1957-58).
El 1960 va prendre part en els Jocs Olímpics d'Estiu de Roma, on quedà eliminat en sèries en la prova dels 200 metres papallona del programa de natació.